# Juan Bautista Sacasa
Juan Bautista Sacasa (21 tháng 12 năm 1874 - 17 tháng 4 năm 1946) là tổng thống của Nicaragua từ 1 tháng 1 năm 1933 đến 09 tháng 6 năm 1936. Ông là con trai cả của Roberto Sacasa, vị tổng thống thứ 44 và 46 của Nicaragua, và người vợ và người anh em họ Angela Sacasa Cuadra. Ông là một người tương đối của Benjamín Sacasa, tổng thống thứ 67 của Nicaragua.